# Rodemann (Homberg)
Rodemann ist ein Stadtteil von Homberg (Efze) im nordhessischen Schwalm-Eder-Kreis. 

## Geographische Lage
Rodemann liegt in den Nordausläufern des Knüllgebirges etwa fünf Kilometer südlich der Homberger Kernstadt. Durch das Dorf verlaufen der Rinnebach und die Landesstraße 3384. Östlich der Ortschaft erhebt sich der Streuflingskopf mit dem Wildpark Knüll und im Park auf dem Berg stehenden Aussichtsturm.

## Geschichte
Besiedelt wurde der Bereich schon zur Karolingerzeit, wie Keramikfunde in Ortsnähe zeigen.
Die älteste bekannte schriftliche Erwähnung von Rodemann erfolgte im Jahr 1253 unter dem Namen Rotinmanin.
In weiteren historischen Dokumenten ist der Ort unter folgenden Ortsnamen belegt (in Klammern das Jahr der Erwähnung): Rotinmannin (1254), Rodemannen (1260), Rodenmannen (1261), Rodemann (1267), Rodinmanne (1269), Ratinmannin (1270), Rodeman (1330), Rodimannen (1337), Rodemanne (1414) und Rodeman (1537).
Die Klöster Spieskappel und Breitenau hatten zeitweise Grundbesitz im Ort. 
Zum 31. Dezember 1971 wurde die bis dahin selbständige Gemeinde Rodemann im Zuge der Gebietsreform in Hessen auf freiwilliger Basis nach Homberg eingemeindet. Für Rodemann, wie für die anderen nach Homberg eingemeindeten ehemals selbständigen Gemeinden (Stadtteile), wurden Ortsbezirke mit Ortsbeirat und Ortsvorsteher nach der Hessischen Gemeindeordnung gebildet.

## Bevölkerung
Einwohnerstruktur 2011
Nach den Erhebungen des Zensus 2011 lebten am Stichtag, dem 9. Mai 2011, in Rodemann 144 Einwohner. Darunter waren keine Ausländer.
Nach dem Lebensalter waren 24 Einwohner unter 18 Jahren, 66 zwischen 18 und 49, 30 zwischen 50 und 64 und 24 Einwohner waren älter. Die Einwohner lebten in 57 Haushalten. Davon waren 12 Singlehaushalte, 18 Paare ohne Kinder und 24 Paare mit Kindern, sowie 3 Alleinerziehende und keine Wohngemeinschaften. In 6 Haushalten lebten ausschließlich Senioren und in 42 Haushaltungen lebten keine Senioren.
Einwohnerentwicklung
| Quelle: Historisches Ortslexikon |                                           |
| • um 1490:                       | 4 wehrhafte Männer.                       |
| • 1537:                          | 21 Hausgesesse (6 landgräfliche Huben).   |
| • 1575/85:                       | 23 Hausgesesse                            |
| • 1639:                          | 10 verheiratete, 4 verwitwete Hausgesesse |
| • 1742/47:                       | 21 Hausgesesse                            |

| Rodemann: Einwohnerzahlen von 1773 bis 2015 | Rodemann: Einwohnerzahlen von 1773 bis 2015 | Rodemann: Einwohnerzahlen von 1773 bis 2015 | Rodemann: Einwohnerzahlen von 1773 bis 2015 | Rodemann: Einwohnerzahlen von 1773 bis 2015 |
| --- | ------------------------------------------- | ------------------------------------------- | ------------------------------------------- | ------------------------------------------- |
| Jahr |                                             |                                             |                                             | Einwohner                                   |
| 1773 | 1773                                        |                                             | 116                                         | 116                                         |
| 1800 | 1800                                        |                                             | ?                                           | ?                                           |
| 1834 | 1834                                        |                                             | 156                                         | 156                                         |
| 1840 | 1840                                        |                                             | 165                                         | 165                                         |
| 1846 | 1846                                        |                                             | 166                                         | 166                                         |
| 1852 | 1852                                        |                                             | 154                                         | 154                                         |
| 1858 | 1858                                        |                                             | 144                                         | 144                                         |
| 1864 | 1864                                        |                                             | 144                                         | 144                                         |
| 1871 | 1871                                        |                                             | 154                                         | 154                                         |
| 1875 | 1875                                        |                                             | 155                                         | 155                                         |
| 1885 | 1885                                        |                                             | 157                                         | 157                                         |
| 1895 | 1895                                        |                                             | 143                                         | 143                                         |
| 1905 | 1905                                        |                                             | 153                                         | 153                                         |
| 1910 | 1910                                        |                                             | 179                                         | 179                                         |
| 1925 | 1925                                        |                                             | 183                                         | 183                                         |
| 1939 | 1939                                        |                                             | 148                                         | 148                                         |
| 1946 | 1946                                        |                                             | 288                                         | 288                                         |
| 1950 | 1950                                        |                                             | 269                                         | 269                                         |
| 1956 | 1956                                        |                                             | 190                                         | 190                                         |
| 1961 | 1961                                        |                                             | 172                                         | 172                                         |
| 1967 | 1967                                        |                                             | 163                                         | 163                                         |
| 1980 | 1980                                        |                                             | ?                                           | ?                                           |
| 1990 | 1990                                        |                                             | ?                                           | ?                                           |
| 2000 | 2000                                        |                                             | ?                                           | ?                                           |
| 2011 | 2011                                        |                                             | 144                                         | 144                                         |
| 2015 | 2015                                        |                                             | 151                                         | 151                                         |
| Datenquelle: Historisches Gemeindeverzeichnis für Hessen: Die Bevölkerung der Gemeinden 1834 bis 1967. Wiesbaden: Hessisches Statistisches Landesamt, 1968. Weitere Quellen: ; Zensus 2011; Stadt Homberg (Efze): |                                             |                                             |                                             |                                             |

Historische Religionszugehörigkeit
Da Rodemann zur Landgrafschaft Hessen und später zur Landgrafschaft Hessen-Kassel gehörte, war seine Bevölkerung lange Zeit ausschließlich protestantisch. 1861 waren 140 Einwohner evangelisch-reformiert und vier waren Angehörige einer anderen christlichen Konfession. 1885 waren alle 157 Einwohner evangelisch. Erst im 20. Jahrhundert zogen die ersten katholischen Bewohner hinzu, so dass 1961 neben den 156 (= 90,70 %) evangelischen auch 13 (= 7,56 %) katholische Einwohner im Dorf lebten.
Historische Erwerbstätigkeit
| • 1961: | Erwerbspersonen: 78 Land- und Forstwirtschaft, 16 Produzierendes Gewerbe, 6 Handel und Verkehr, 4 Dienstleistungen und Sonstiges. |

## Politik
Für Rodemann besteht ein Ortsbezirk (Gebiete der ehemaligen Gemeinde Rodemann) mit Ortsbeirat und Ortsvorsteher nach der Hessischen Gemeindeordnung. Der Ortsbeirat besteht aus fünf Mitgliedern.
Bei den Kommunalwahlen in Hessen 2021 betrug die Wahlbeteiligung zum Ortsbeirat Rodemann 67,62 %. Alle Kandidaten gehörten der „Freien Wählergemeinschaft Rodemann“ an. Der Ortsbeirat wählte Dirk Mentel zum Ortsvorsteher.